# Óriás énekeskabóca

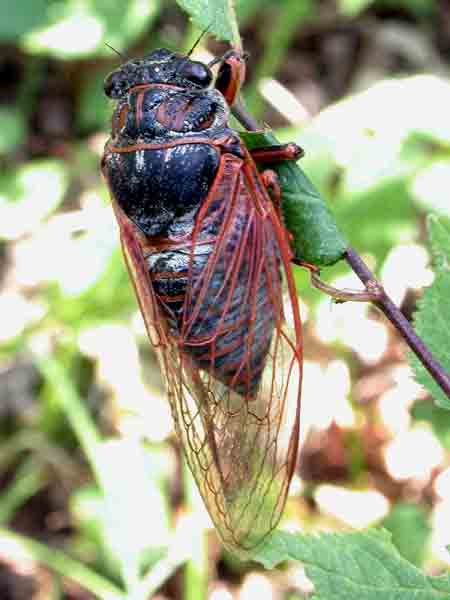
Fölülnézetben

Az óriás énekeskabóca (Tibicina haematodes) a félfedelesszárnyúak (Hemiptera) rendjének kabócák (Auchenorrhyncha) alrendjébe sorolt énekeskabóca-félék (Cicadidae) családjában a Tibicina nem egyik faja.

## Származása, elterjedése
Európa déli részén mindenütt megtalálható az Ibériai-félsziget kivételével: nyugaton a Francia Riviéráig jutott el. Északon Németország déli-középső részéig (Baden-Württemberg, Bajorország és Rajna-vidék-Pfalz szövetségi államokig), Morvaország déli részéig és a Kárpátok vonaláig, keleten Iránig terjedt el. Magyarországon tömegesen a Villányi-hegységben, a Balaton-felvidéken és a Budai-hegységben fordul elő.

## Megjelenése, felépítése
Nagy termetű, zömök rovarok. Az imágók teste zárt szárnyakkal (fejcsúcstól a szárnyak végéig) 38–44 mm hosszú; a szárnyak fesztávolsága 75–85 mm. Az utolsó stádiumú lárváik levedlett bőrei (az exuviumok) 26–30 mm hosszúak. A lárvák első lábpárja az énekeskabócáknál általános módon erőteljes ásólábbá módosult.
Alapszínük sötétbarna, a fejtetőn, az előtor háti részén és a lábakon narancssárgás, vörösesbarna mintázattal. Potrohszelvényeik hátulsó szegélyei, valamint a teljes utolsó potrohszelvény (ivarszelvény) narancssárgás–vörösbarna. A szárnyak erezete feltűnően narancssárgás-vöröses; ritkán zöld is lehet. Első pár lábuk combjának hasi oldalán két-két nagy fogat viselnek.

## Életmódja, élőhelye
Melegkedvelő. Többnyire domb- és hegyvidéki erdőkben telepszik meg. Kedvelt tápnövényei a tűlevelűek.
A hímek július–augusztusban énekelnek, olykor nagyobb „kórusokban”.
Imágói csak néhány hétig élnek. Ezalatt párosodnak, a nőstények lerakják petéiket a faágak szövetének felső rétegeibe, majd elpusztulnak. A kikelő fiatal lárvák a földre hullva mintegy 40 cm mélyen a talajba ássák magukat, keresnek maguknak egy megfelelő gyökeret, és elkezdik a növény nedvét szívogatni. Lárvaállapotuk irodalmi adatok alapján mintegy három évig tart, de ez az adat bizonytalan és valószínűleg nagyban függ a hőmérséklettől és a rendelkezésre álló tápláléktól. Az utolsó (negyedik?) lárvaalak kiássa magát a felszínre, és ott megbújva vedlik imágóvá.
Nagytestű rovar lévén számos rovarevő hüllők és madár kedvelt tápláléka.

## Érdekességek
A Magyar Rovartani Társaság (MRT) szavazásán 2022-ben az év rovara lett.